# Victor Mattsson
Victor Julius Mattsson, född 25 mars 1887 i Virestad, Kronobergs län, död där 20 juni 1955, svensk hemmansägare och politiker (bondeförbundet).
Mattsson var från 1919 ordförande i kommunalfullmäktige samt landstingsman innan han 1933 blev riksdagsledamot i andra kammaren, invald i Kronobergs läns valkrets.